# Acacia grandifolia
Acacia grandifolia é uma espécie de leguminosa do gênero Acacia, pertencente à família Fabaceae.